# Kane & Lynch 2: Dog Days
Kane & Lynch 2: Dog Days (рус. «Кейн и Линч 2: Собачьи Дни») — компьютерная игра в жанре экшена от третьего лица, разработанная IO Interactive и изданная Square Enix и Eidos Interactive. Игра является сиквелом Kane & Lynch: Dead Men и продолжает историю оригинала. Главными героями являются преступники Кейн и Линч, действие игры происходит в Шанхае.

## Сюжет
Игра начинается с того, что неизвестный пытает ножом Кейна и Линча, снимая весь процесс на камеру, после чего события переносятся на два дня назад.
С момента первой части прошло несколько лет. Линч переехал в Китай, в Шанхай, остепенился, живёт с девушкой по имени Сю, работает на босса местной британской мафии Глейзера, и вполне доволен жизнью. Кейн остался в США, работать наёмником. Но дела идут неважно, и дочь Дженни до сих пор в обиде на отца. Кейн мечтает получить денег за какое-нибудь хорошее дело и, наконец, завязать с преступностью. И попадается такой шанс — Глейзер ищет людей, которые могли бы провернуть сделку с перевозкой партии оружия в Африку. Линч связывается с Кейном и предлагает тому сделку. Кейн согласен.
По приезде в Шанхай Линч встречает Кейна. Вместе они заходят к знакомому Линча — Брейди, поговорить. В итоге всё оборачивается перестрелкой и погоней по улочкам Шанхая. Когда они наконец добираются до него, Брейди использует свою девушку в качестве живого щита и открывает огонь. Кейн стреляет в ответ и случайно убивает её. Сам Брейди, увидев смерть девушки, хватает нож и перерезает себе горло, что шокирует Кейна, Линч думает, что сказать об этом Глейзеру.
Кейн и Линч встречаются с Глейзером и отправляются на совершение сделки, но оказавшись на территории банды Сина (бывший рестлер, очень жестокий лидер местной банды, с которым Глейзер когда-то работал), они подвергаются нападению. Кейн, Линч, Глейзер и водитель вынуждены убегать, давая отпор людям Сина и подключившейся к перестрелке полиции. Недоумевая, почему Син организовал на них нападение, Глейзер приказывает Линчу и Кейну отправиться к нему и выяснить в чём дело.
Главные герои вместе с людьми Глейзера направляются к Сину в его логово — фабрику. Один из людей, Томми, погибает. Когда наконец они добираются до Сина и начинают его допрашивать, то выясняют весьма неожиданную вещь: убитая Кейном девушка — дочь некоего Шанси (в переводе — Большой Босс) и Шанси хочет отомстить. Шокированные и разозлённые таким поворотом дел, люди Глейзера открывают огонь по главным героям, после чего пытаются уехать на фургоне. Понимая, что они не могут позволить им доложить о случившемся Глейзеру, Кейн и Линч подрывают фургон, убивая всю команду. После этого оба стараются сбежать от полиции. Линч сообщает Кейну, что Син совсем недавно поднялся и теперь работает на Шанси. Так же выясняется, что Шанси — продажный чиновник, один из самых опасных типов Китая. Герои решают временно залечь на дно, чтобы шумиха поутихла и они смогли бы провернуть сделку.
Линч считает, что ему и его любимой пора убираться из Китая и договаривается с Сю о встрече в ресторане. Она не приходит, зато нападает полицейский спецназ. Линч начинает подозревать худшее и вместе с Кейном бежит до многоэтажного дома, где живет Сю.
Когда Кейн и Линч добираются до дома, то видят бандитов Сина, пришедших убить её. Добравшись до квартиры, они видят, что дверь открыта, а сама она пуста, после чего подвергаются атаке неизвестных в масках и белых комбинезонах, явно не похожих на обычных бандитов. Убегая, они попадают в другую квартиру, с балкона которой видят Сю. Оба начинают отстреливать бандитов и неизвестных, пытающихся добраться до девушки. Немного пробежавшись по крышам, Кейн и Линч почти добираются до Сю, но Син успевает раньше и берёт её в заложники. Угрожая убить Сю, он приказывает героям бросить оружие. Кейн хочет убить Сина, но Линч, желая спасти Сю, вырубает Кейна и сдаётся. Этим он подписывает всем смертный приговор.
Син и его люди насилуют Сю на глазах у Линча, после чего Син пытает всех троих ножами, заодно записывая всё на камеру. С этого момента действие происходит после описанного выше вступления. Линч вырубается и Син, считая что старик погибнет от потери крови, вытаскивает его на улицу в закоулок, и сбрасывает в мусорный контейнер. Линч приходит в себя, возвращается назад и нападает на Сина, когда тот уже собирается продолжить пытать Кейна. Свернув Сину шею, он освобождает Кейна и находит изрезанный и окровавленный труп Сю, что приводит его в ярость. Кейн утаскивает Линча подальше и оба убегают. Им приходится добыть оружие и выйти на улицы Шанхая, так как добраться до нужного места по другому они не могут. Когда они забегают в какой-то магазинчик, чтобы немного передохнуть от напора полиции, Линч закатывает истерику и одновременно смеясь и плача, начинает оскорблять Кейна за то, что тот разрушил всё что у него было, уничтожив его жизнь. Кейн его успокаивает и напоминает про сделку, которая необходима Кейну, чтобы он и Дженни могли начать жизнь с чистого листа. Оба продолжают убегать.
Добравшись до безопасного места оба героя находят какую-никакую одежду и едут на встречу с Глейзером, в порт. Однако всё оказывается подставой: Глейзер обо всём узнал. Из-за Кейна и Линча сделка сорвалась и Глейзер в бешенстве. Он приказывает своим людям убить их, но герои сами разбираются с бандитами и начинают преследовать Глейзера. Когда они до него добираются, то он пытается оправдаться и обещает помочь бежать из Китая, в обмен на свою жизнь. Глейзера убивает снайпер, после чего помещение заполняют военные, купленные Шанси. Кейн и Линч начинают убегать.
Обоим удаётся добраться до ангаров. Там оба пытаются решить, как же им сбежать из страны. Линч предлагает самолёт, о котором говорил Глейзер. Но сейчас приоритетная задача — сбежать от людей Шанси. Оба героя добираются до железной дороги и запрыгивают на поезд. Поезд тормозит, появляются солдаты.
Кейна и Линча доставляют к Шанси на вертолёте. По пути герои нападают на солдат и выбрасывают их с вертолёта, а пилоту приказывают продолжать лететь дальше. Добравшись до небоскрёба Шанси Кейн и Линч начинают расстреливать здание из пулемётов, но в вертолёт попадают и он падает на крышу, но герои остаются в живых.
Герои проходят по расстрелянным ими же офисам, время от времени расстреливая оставшихся в живых продажных солдат и полицейских. Когда они добираются до Шанси, то тот предлагает им сделку. Кейн соглашается, но Линч убивает Шанси, что очень злит Кейна.
Кейн и Линч находят одежду поприличнее и добираются до аэропорта. Осталось найти самолёт и сесть на него. Самолёт Глейзера оказался в ремонте, но, на счастье героям, к отлёту готовится самолёт коммерческих авиалиний, на который они успевают сесть. Финал — герои покидают Шанхай, улетают из Китая. Их дальнейшая судьба неизвестна.

## Геймплей

Скриншот PC-версии

В режиме одиночной кампании игроки будут играть за Линча, ему также будет помогать Кейн. В игру добавили кооперативный режим по Интернету где можно играть и за Кейна. В отличие от Dead Men, игроки не могут напрямую обмениваться оружием между союзниками, и кроме этого в игре отсутствуют гранаты. Изменился механизм регенерации здоровья, теперь игрок, достигший критического состояния здоровья должен ещё поддерживать полосу жизнеспособности пока его не спасёт напарник. Под просто шквальным огнём игроки падают и могут отползти в укрытие.

### Многопользовательская игра
В игре также есть следующие сетевые режимы
- Fragile Alliance (с англ. — «Хрупкий альянс») — основной многопользовательский режим из первой части (там данный режим был единственным многопользовательским). Игрокам, играющим за бандитов банды Кейна, нужно добраться до банка и украсть как можно больше денег. Из команды выиграет тот, кто соберёт больше всех денег и сможет добраться к транспорту. Убитые бандиты возрождаются за полицейских и пытаются помешать преступникам
- Arcade Mode (с англ. — «Аркадный режим») — аналог «Хрупкого альянса» для одного игрока офлайн, в котором остальными бандитами управляет компьютер. Игроку нужно убить большую часть напарников и украсть как можно больше, благополучно добравшись до спасательного транспорта. У игрока есть три жизни, по окончании которых игра заканчивается
- Undercover Cop (с англ. — «Агент под прикрытием»): аналогичный «Хрупкому альянсу» режим, в котором один из группы бандитов пытается противостоять ограблению и убить всех бандитов, но в то же время всеми силами сохранять конспирацию
- Cops and Robbers (с англ. — «Копы и грабители»): режим для двух команд, одна играет по привычным правилам за преступников, вторая — за полицию, пытающуюся предотвратить ограбление. По завершении раунда команды меняются местами.

## Художественные решения
При анонсе в ноябре 2009 года игра была описана как имеющая свой новый выразительный визуальный стиль, вдохновленный документальными фильмами, домашним пользовательским видео-контентом, а также подчеркивалось, что внутриигровая операторская работа вдохновлена съемкой с рук. Это и было продемонстрировано во всех анонсирующих промо материалах на протяжении всей рекламной кампании. В игре также нарочито используется непрофессиональный монтаж, резкие или неуместные переходы или быстрая обрезка в кат-сценах, чтобы те выглядели наиболее непрофессионально. Камера иногда падает, как и при смерти игрока, так и во время определенных сюжетных моментов. В игре также присутствует пикселизация при демонстрации насилия и наготы.
Kane & Lynch 2: Dog Days использует свою музыку и визуальную эстетику, чтобы передать психологическое состояние персонажей. Игра для этого также частично использует методы игр жанра survival horror. Команда хотела создать постмодернистский комментарий к обычно демонстрирующемуся уровню насилия в видеоиграх, что привело команду к поиску неудобной, утомительной и репрессивной атмосферы игры с упором на темы эмоциональную нестабильность персонажа, реалистичность окружающего насилия, в условиях городской изоляции и одиночества. Что и стало поводом для критики игры.
К этому стремилась большая часть команды во время разработки, включая арт-директора Расмуса Поульсена, который в интервью назвал ее «антиигрой», которая по мере прохождения продолжала стремиться к «неудобной, утомительной» и «репрессивной» атмосфере. Настаивая на своем направлении Расмус наполнил игру общей темой одиночества и повседневной жизни, охарактеризовав его как «грустную поэзию» и «смутную поэзию городского одиночества».
Чтобы подготовить художественные референсы в процессе препродакшена и презентации руководству игры, Расмус отправился в Шанхай с ручной камерой низкого качества вместе со своими коллегами Балашем Киссом и Андерсом Поульсеном, которые также должны были служить источником для иллюстраций, эскизов и макетов обложки игры. Во время интервью Расмус Поульсен рассказывает о проблемах, возникших при использовании этого подхода: «[...] Это всегда сложно, когда вы хотите создать продукт, который наполовину искусством и на другую половину коммерческим продуктом. Но это должно рано или поздно должно было произойти, чтобы он был неприятным. Но насколько неприятным? Вот в чем и кроется главный вопрос.[...]».
В игре было решено использовать в качестве саундтрека экспериментальную и индустриальную музыкальную партитуру в стиле дарк-эмбиент, которую композитор и звукорежиссер Мона Мур, а также арт-директор Расмус Поулсен описали как «индустриальный хоррор», смешав ее с китайской диегетической поп музыкой (также написанной для игры). Гейм-директор  Карстен Лунд поручил Мур подойти к написанию музыки таким образом, чтобы игроки идентифицировали ее в игре с общим настроением и гнетущей атмосферой, а не как с саундреком, отчасти для того, чтобы музыка была инструментом в создании дискомфорта. Она также отметила влияние таких фильмов, как «Бегущий по лезвию», «Голова-ластик» , «Призрак в доспехах» и работ Кэндзи Кавая, а также видеоигры Manhunt.

## Отзывы и продажи
| Сводный рейтинг | Сводный рейтинг | Сводный рейтинг | Сводный рейтинг |
| Издание         | Оценка          | Оценка          | Оценка          |
| Издание         | PC              | PS3             | Xbox 360        |
| --------------- | --------------- | --------------- | --------------- |
| GameRankings    | 65,38 %         | 61,42 %         | 62,65 %         |
| Metacritic      | 66/100          | 62/100          | 63/100          |

Игра получила смешанные отзывы. На сайте-агрегаторе Metacritic средняя оценка игры составляет 62 из 100 на основе 53 обзоров для платформы PlayStation 3, 63 из 100 на основе 80 обзоров для платформы Xbox 360, 66 из 100 на основе 25 обзоров для платформы PC.
Летом 2018 года, благодаря уязвимости в защите Steam Web API, стало известно, что точное количество пользователей сервиса Steam, которые играли в игру хотя бы один раз, составляет 448 371 человек.